# Pałac Paców w Wilnie (ul. Świętojańska)
Pałac Paców w Wilnie – pałac w centrum Starego Miasta w Wilnie przy ul. Świętojańskiej 3 (lit. Šv. Jono g. 3), jest zabytkiem architektonicznym.

## Historia
Pałac Paców powstawał na przełomie XVI/XVII wieku w miejscu kamienicy Pigulczyńskiej. W końcu XVI wieku budynek nabył starosta generalny żmudzki Hieronim Wołłowicz. W pierwszej połowie XVII wieku właścicielami zostali Radziwiłłowie, później Kazimierz Sapieha, a dopiero w połowie XVII wieku wszedł w posiadanie Paców. W 1655 w czasie wojny polsko-rosyjskiej budynek pałacu został spalony. Odbudowany po wojnie należał m.in. do starosty generalnego żmudzkiego Piotra Michała Paca, hetmana wielkiego litewskiego Michała Kazimierza Paca oraz kasztelana żmudzkiego Józefa Franciszka Paca. W 1764 odziedziczył pałac ostatni z Paców – marszałek generalny litewski Michał Jan Pac.
W 1783 pałac w złym stanie technicznym nabył kanclerz wielki litewski Aleksander Michał Sapieha, który dokonał gruntownej przebudowy, nadając mu obecną formę. Po powstaniu listopadowym w 1831 skonfiskowany przez władze carskie m.in. za udział w powstaniu ówczesnego właściciela - generała Franciszka Sapiehy. W skonfiskowanym pałacu urządzono siedzibę rosyjskiego gubernatora.
Od 1912 w pałacu znalazła siedzibę rosyjska resursa szlachecka i restauracja Russkij Mir. Po II wojnie światowej władze sowieckie przekazały budynek pracownikom łączności i służył jako Dom Kultury Łącznościowców. Po powstaniu niepodległego państwa litewskiego własność Poczty Litewskiej. W 1991 zakończył się remont pałacu prowadzony od 1978 przez polskie PKZ. 
Po ponad rocznych zabiegach 27 lipca 2007 podpisany został akt notarialny i Pałac Paców został oficjalnie zakupiony przez Ministerstwo Spraw Zagranicznych RP z przeznaczeniem na nową siedzibę Ambasady RP w Republice Litewskiej, Konsulatu Generalnego RP oraz Instytutu Polskiego w Wilnie. Dzięki sprzedaży obiektu Poczta Litewska zamierzała pokryć swoje zadłużenie, a rząd polski zapłacił za zespół pałacowy 33 miliony litów (36 mln zł).
We wrześniu 2007, na miesiąc przed przeprowadzką pierwszych polskich instytucji do pałacu, rzeczniczka prasowa Prokuratury Generalnej Litwy poinformowała o badaniu okoliczności sprzedaży pałacu rządowi RP na skutek wniosku złożonego przez znanych z antypolskich wypowiedzi przewodniczącego Litewskiej Partii Centrum Romualdasa Ozolasa i przewodniczącego Litewskiego Związku Narodowców Gintarasa Songailę oraz członka państwowej komisji dziedzictwa Eugenijusa Jovaišę.
Po remoncie i dostosowaniu do nowych potrzeb w dniu 13 września 2018 r. Pałac Paców - nowa siedziba Ambasady RP wraz z Wydziałem Konsularnym oraz Instytutem Polskim w Wilnie - została otwarta przez Ministra Spraw Zagranicznych Polski Jacka Czaputowicza i Ministra Spraw Zagranicznych Litwy Linasa Linkevičiusa.

## Galeria

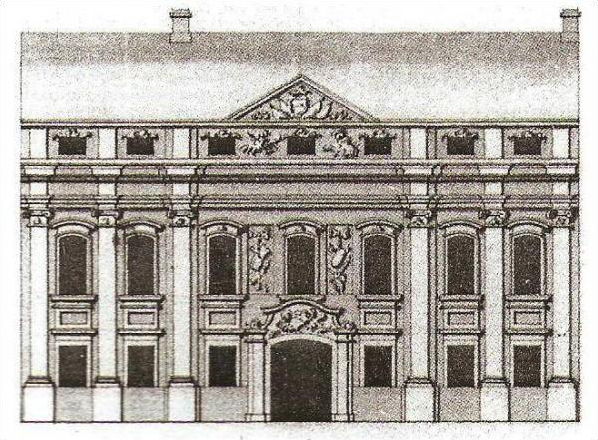
Fasada pałacu w XIX w.
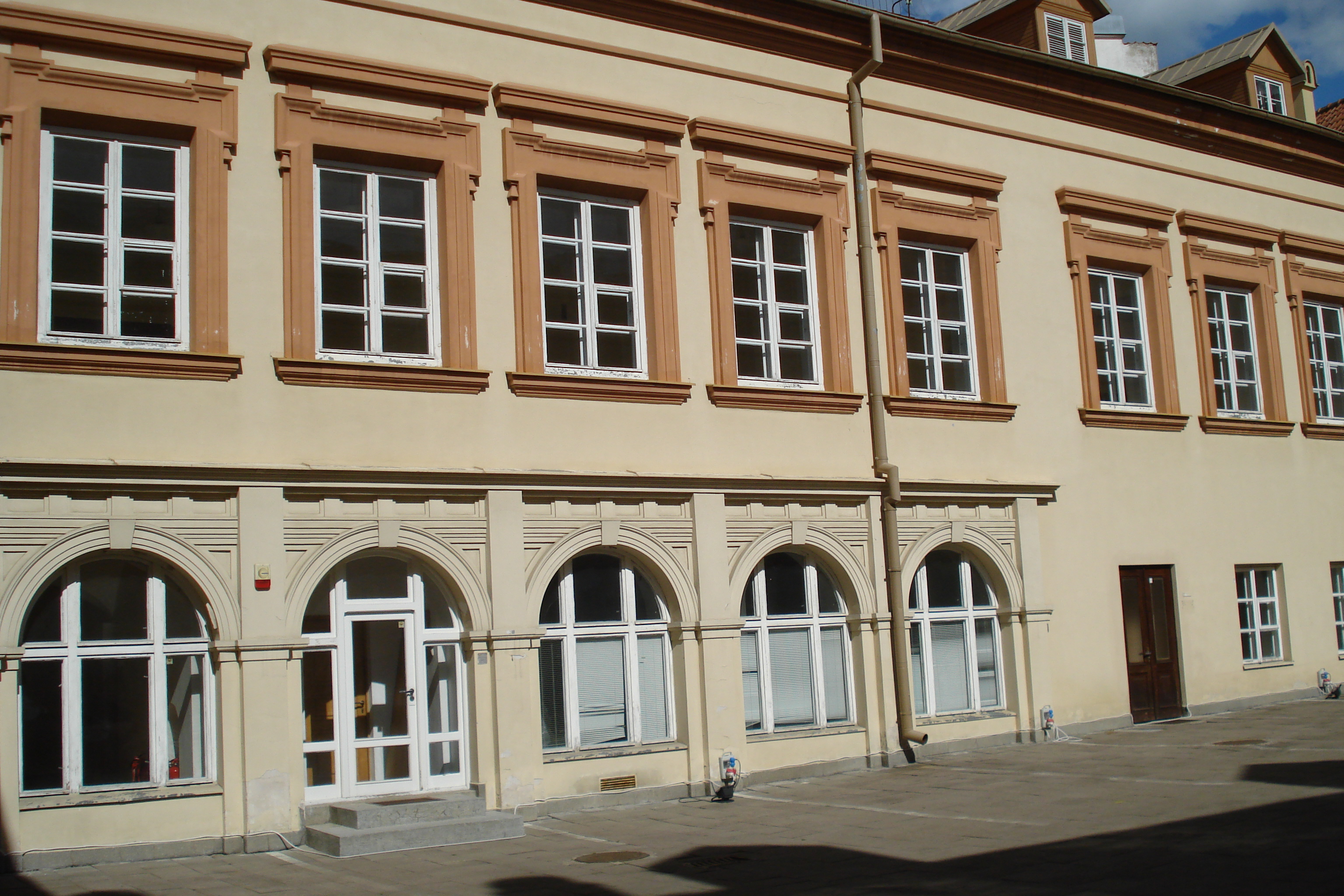
Wschodni budynek pałacu
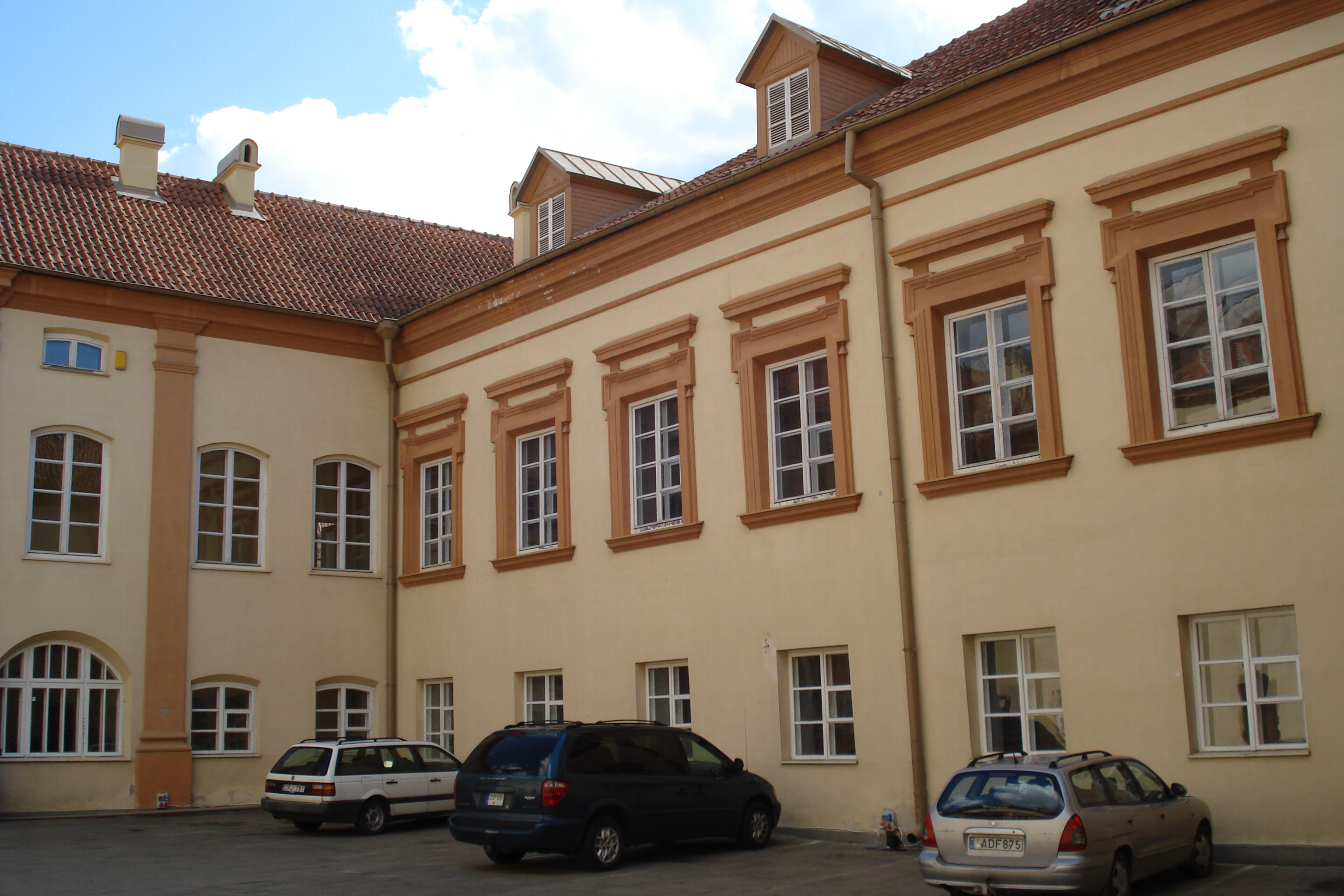
Zachodni budynek pałacu
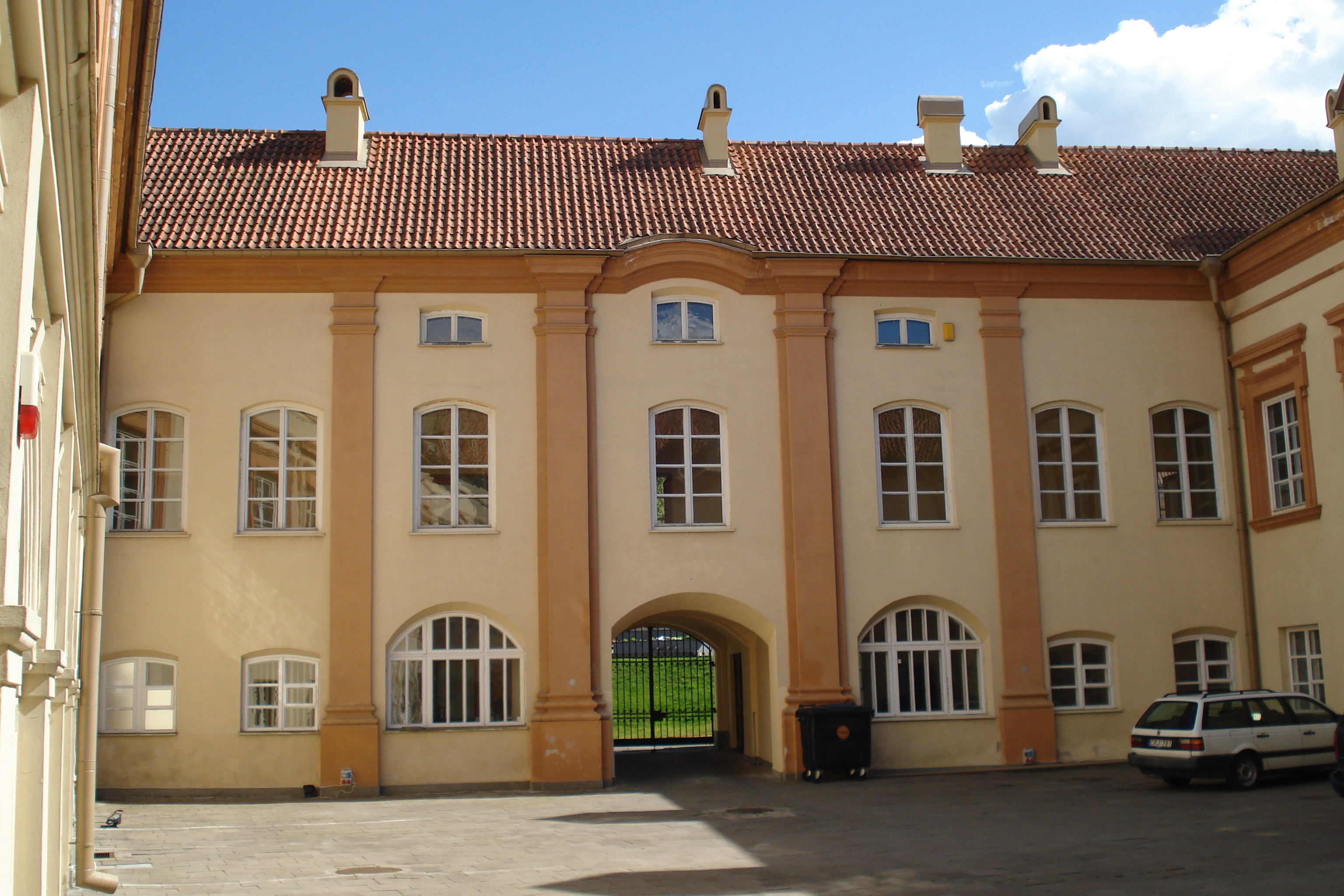
Południowy budynek pałacu
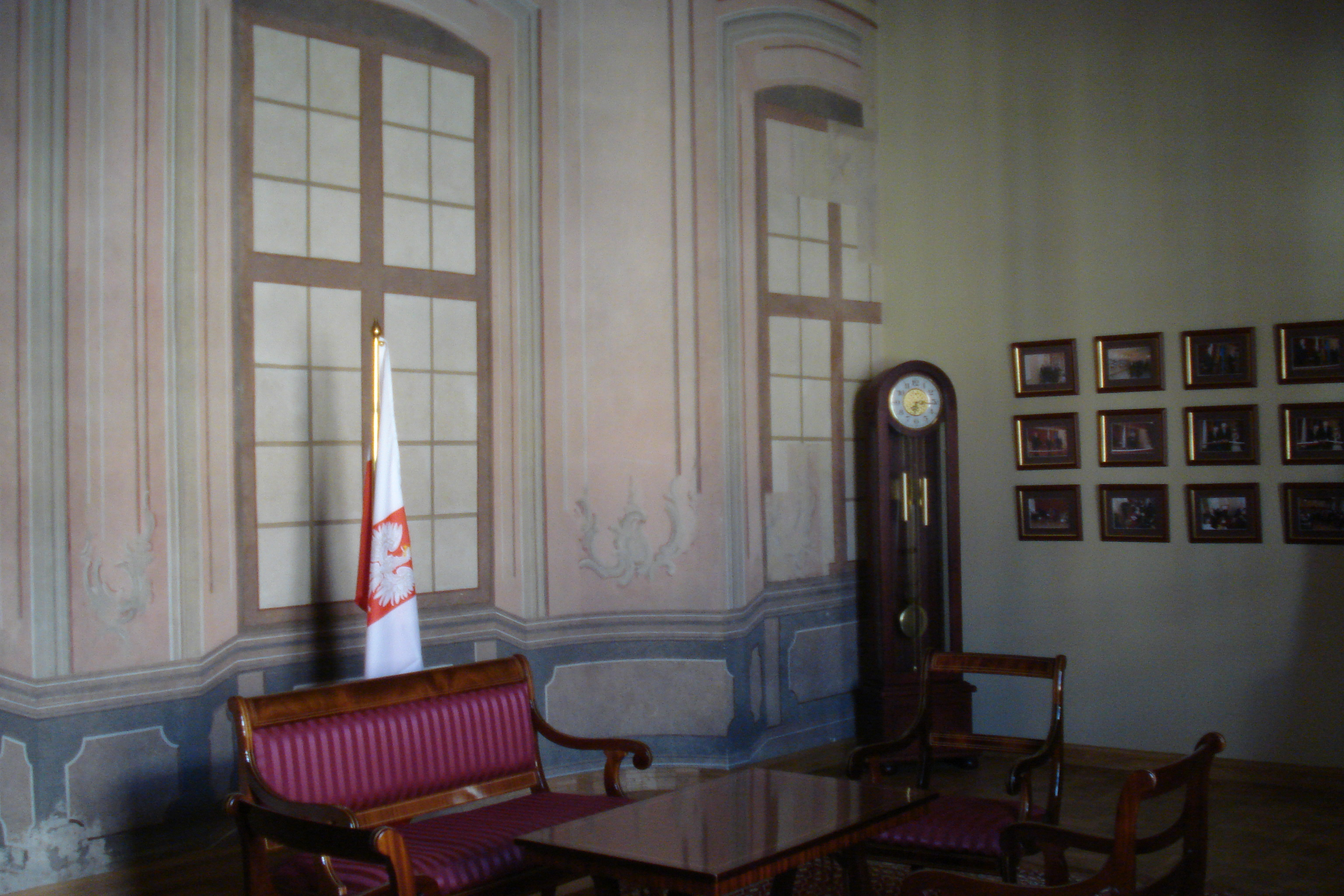
Hol polskiej ambasady
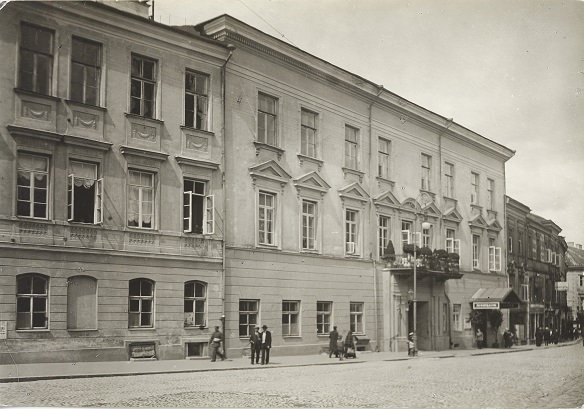
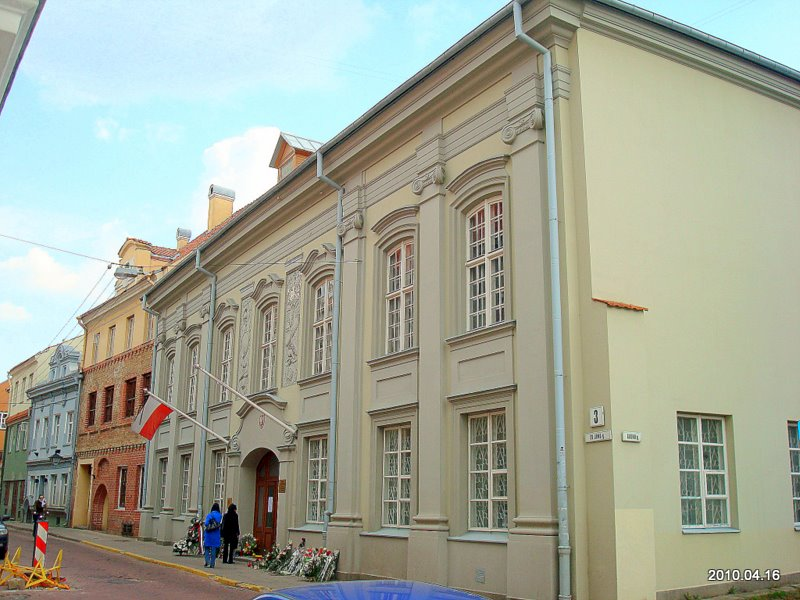
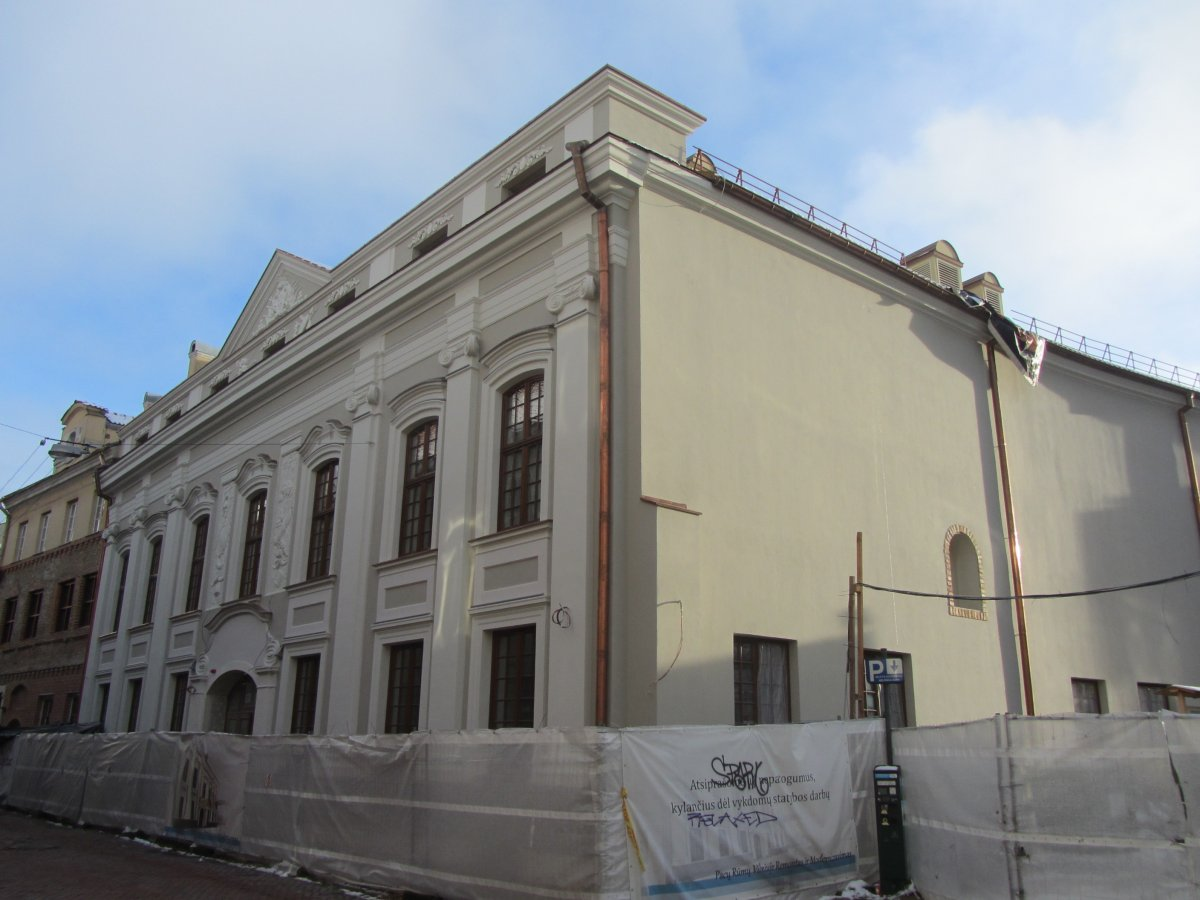